# Pardosa caliraya
Pardosa caliraya är en spindelart som beskrevs av Alberto Barrion och James A. Litsinger 1995. Pardosa caliraya ingår i släktet Pardosa och familjen vargspindlar.
Artens utbredningsområde är Filippinerna. Inga underarter finns listade i Catalogue of Life.